# إيغور ميلوسيفيتش
إيغور ميلوسيفيتش (باليونانية: Ιγκόρ Μιλόσεβιτς)‏ مواليد 14 أبريل 1986 في بلغراد، جمهورية صربيا الاشتراكية، هو لاعب كرة سلة يوناني. بدأ مسيرته الاحترافية في سنة 2003. يلعب مع خولارغوس كلاعب هجوم خلفي. يحمل الرقم 5. يبلغ طوله 6 قدم 4 بوصة (1.9 م). حقق المركز الثاني في كرة السلة في ألعاب البحر الأبيض المتوسط 2009.

## المسيرة الاحترافية
لعب مع إراكليس سالونيك من سنة 2003 إلى 2005، ثم لعب مع ريد ستار من سنة 2005 إلى 2008، ثم لعب مع أولمبياكوس في موسم 2008–2009، ثم لعب مع ليتوفوس رايتس في سنة 2010، ثم لعب مع طرابزون سبور لكرة السلة في الدوري التركي في سنة 2011، ثم لعب مع لوفين براونشفايغ في سنة 2012، ثم لعب مع أيه إي كي لارنكا في سنة 2014.

## الإنجازات
- كأس صربيا لكرة السلة : (2006)
- الدوري الليتواني لكرة السلة : (2010)
- كرة السلة في ألعاب البحر الأبيض المتوسط 2009:  فضية

## روابط خارجية
- إيغور ميلوسيفيتش على موقع الاتحاد الدولي لكرة السلة (الإنجليزية)
- إيغور ميلوسيفيتش على موقع الدوري الأوروبي لكرة السلة (الإنجليزية)
- إيغور ميلوسيفيتش على موقع كرة السلة الأوروبية.كوم (الإنجليزية)
- إيغور ميلوسيفيتش على موقع DraftExpress.com (الإنجليزية)
- إيغور ميلوسيفيتش على موقع ريلجم (الإنجليزية)
- إيغور ميلوسيفيتش على موقع بروبوليرز (الإنجليزية)
- إيغور ميلوسيفيتش على موقع سبورتس رفرنس (الإنجليزية)